# Henik
Henik Luiz de Andrade est un footballeur brésilien né le 8 septembre 1989 à Astorga dans l'État du Paraná. Il évolue au poste de milieu défensif.

## Biographie
Henik joue au Brésil et au Japon.
Il dispute neuf matchs en première division brésilienne avec l'équipe de Criciúma.